# Sue Grafton
Sue Taylor Grafton (ur. 24 kwietnia 1940 w Louisville, zm. 28 grudnia 2017 w Santa Barbara) – amerykańska pisarka, autorka powieści kryminalnych o Kinsey Millhone, oznaczonych kolejnymi literami alfabetu, począwszy od „A” Is for Alibi. Tytuły polskich tłumaczeń nie zachowują oryginalnej kolejności, np. Z jak zwłoki to „C” Is for Corpse”. Akcja powieści toczy się w fikcyjnej miejscowości Santa Teresa, wymyślonej przez Rossa Macdonalda.

## Twórczość
- Keziah Dane (1967)
- The Lolly-Madonna War (1969)
- The Lying Game (2003)
- Kinsey and Me (2013) – opowiadania

Cykl z Kinsey Millhone
- „A” Is for Alibi (1982) – wyd. pol. A jak alibi, Ryton 1993, tłum. Elżbieta Abłamowicz
- „B” Is for Burglar (1985) – wyd. pol. W jak włamywacz, Prószyński i S-ka 1998, tłum. Agnieszka Ciepłowska
- „C” Is for Corpse (1986) – wyd. pol. Z jak zwłoki, Prószyński i S-ka 1999, tłum. Dariusz Kopociński
- „D” is for Deadbeat – wyd. pol. D jak dłużnik, Prószyński i S-ka 2000, tłum. Patrycja Fiodorow
- „E” Is for Evidence (1988)
- „F” Is for Fugitive (1989)
- „G” Is for Gumshoe (1990)
- „H” Is for Homicide (1991)
- „I” Is for Innocent (1992)
- „J” Is for Judgment (1993)
- „K” Is for Killer (1994)
- „L” Is for Lawless (1995) – wyd pol. B jak bezwzględność, Buchmann – Fabryka Kryminału 2012, tłum. Aleksandra Gietka-Ostrowska
- „M” Is for Malice (1996)
- „N” Is for Noose (1998) – wyd. pol. S jak stryczek, Świat Książki 2000, tłum. Teresa Lechowska
- „O” Is for Outlaw (1999) – wyd. pol. N jak niesława, Libros 2001, tłum. Joanna Puchalska
- „P” Is for Peril (2001) – wyd. pol. P jak przestępstwo, Świat Książki 2003, tłum. Katarzyna Malita
- „Q” Is for Quarry (2002)
- „R” Is for Ricochet (2004)
- „S” Is for Silence (2005) – wyd. pol. C jak cisza, Wydawnictwo Otwarte 2007, tłum. Gabriela Jaworska
- „T” Is for Trespass (2007)
- „U” Is for Undertow (2009)
- „V” Is for Vengeance (2011)
- „W” Is for Wasted (2013)
- „X" (2015)
- „Y Is for Yesterday (2017)